# Adolf Hamilton (generaldirektör)
Henning Adolf Hamilton, född 19 september 1873 i Södertälje, död 30 januari 1965 i Uppsala domkyrkoförsamling, var en svensk greve och ämbetsman. Han var svärson till Ulf Carl Sparre och svärfar till Johannes Dillner.

## Biografi
Hamilton blev juris kandidat vid Uppsala universitet 1898, var amanuens i Civildepartementet 1901–1906 och i Domänstyrelsen 1902–1906, tillförordnad byråchef i Telegrafstyrelsen 1906, byråchef där 1907–1927, generaldirektörens ställföreträdare 1916–1927, ordförande i direktionen över Telegrafverkets pensionsanstalt 1909–1927 samt generaldirektör och chef för Telegrafverket 1928–1938.
Hamilton var ledamot i direktionen för kungliga teatrarnas pensionsinrättning 1916, ordförande där från 1939, sakkunnig i Finansdepartementet för revision av statens upphandlingsväsende 1913–1921, ledamot av kommunikationsväsendets lönekommitté 1918–23 och av dess lönenämnd 1919–1927 samt ordförande i 1928 års lönekommitté 1928–1932, i 1930 års pensionssakkunniga 1930–1935 och i 1934 års familjepensionsutredning 1934–1939.
Hamilton var Sveriges ombud vid internationella telegrafkongressen i Berlin 1906, Lissabon 1908, London 1912, Riga 1921, Paris 1925 och Washington, D.C. 1927. Han var ordförande i AB Standard Radiofabrik från 1939 och styrelseledamot i Ackumulatorfabriks AB Tudor från 1939. År 1938 blev Hamilton ledamot av första klassen av Krigsvetenskapsakademien.

## Utmärkelser

### Svenska utmärkelser
- Konung Gustaf V:s jubileumsminnestecken med anledning av 70-årsdagen, 1928.[4]
- Kommendör med stora korset av Nordstjärneorden, 6 juni 1938.[5]
- Kommendör av första klassen av Nordstjärneorden, 6 juni 1930.[6]
- Riddare av Nordstjärneorden, 1908.[7]
- Kommendör av andra klassen av Vasaorden, 18 december 1920.[8]

### Utländska utmärkelser
- Storkorset av Danska Dannebrogorden, tidigast 1931 och senast 1935.[4][9]
- Kommendör av första graden av Danska Dannebrogorden, 1930.[4][10]
- Kommendör av andra graden av Danska Dannebrogorden, tidigast 1918 och senast 1921.[11][12]
- Storkorsriddare av Isländska falkorden, tidigast 1931 och senast 1935.[4][9]
- Kommendör av första klassen av Finlands Vita Ros’ orden, tidigast 1928 och senast 1930.[10][13]
- Kommendör av andra klassen av Finlands Vita Ros’ orden, tidigast 1925 och senast 1928.[13][14]
- Kommendör med stjärna av Norska Sankt Olavs orden, tidigast 1935 och senast 1940.[5][9]
- Kommendör av andra klassen av Norska Sankt Olavs orden, tidigast 1925 och senast 1928.[13][14]
- Riddare av Portugisiska Kristusorden, senast 1910.[15]